# WD 0343+247
WD 0343+247 är en ensam stjärna belägen i den mellersta delen av stjärnbilden Oxen. Den har en skenbar magnitud av ca 19,0 och kräver ett teleskop med kamera för att kunna observeras. Baserat på parallax enligt Gaia Data Release 3 på ca 25,29 mas, beräknas den befinna sig på ett avstånd på ca 129 ljusår (40 parsek) från solen.

## Observation
WD 0343+247 upptäcktes 1997 när undersökning av fotografier tagna för en undersökning av bruna dvärgar i Plejaderna avslöjade en svag stjärna med hög egenrörelse. Det är en av de kallaste vita dvärgarna som är kända, med en effektiv temperatur som uppskattas till cirka 3 800 K, vilket motsvarar en spektraltyp av M0. Även om den hänvisas till som WD 0346+246 i upptäcktsdokumentet, är den mer korrekt betecknad WD 0346+247.

## Egenskaper
WD 0343+247 är en vit dvärgstjärna av spektralklass DX13. Den har en massa som är lika med ca 0,55 solmassa, en radie som är ca 0,011 solradie och utsänder energi från dess fotosfär motsvarande ca 0,000048 gånger solen vid en effektiv temperatur av ca 4 200 K.
Nyligen (2012) genomförda studier med NASA:s Spitzerteleskopet och MDM Observatorys 2,4-meters teleskop (nära Tucson, Arizona, USA) visar att denna vita dvärg (tillsammans med en annan: SDSS J110217.48+411315.4) kan ha en låg yttemperatur (för vita dvärgar) mellan 3 700 och 3 800 K på grund av att den är 11 till 12 miljarder år gammal.